# Mario Savio
Mario Savio (8. prosince 1942 – 6. listopadu 1996) byl americký aktivista a důležitý člen Hnutí za svobodu slova v Berkeley. Známý se stal svými vášnivými projevy, zejména proslovem „Bodies Upon the Gears“, který pronesl 2. prosince 1964 na Kalifornské univerzitě v Berkeley.

## Mládí
Narodil se 8. prosince 1942 v New Yorku. Jeho rodiče byli italského původu. Otec navrhoval a vyráběl restaurační zařízení. Matka pracovala jako maloobchodní prodavačka. Celá rodina byla oddanými katolíky.
V roce 1960 dokončil střední školu Martina Van Burena v Queensu jako nejlepší žák třídy. S plným stipendiem nastoupil na Manhattan College a na Queens College. Když v roce 1963 studium ukončil, strávil léto prací v katolické humanitární organizaci v mexickém Taxcu, kde pomáhal s výstavbou zařízení ve slumech.
Jeho rodiče se přestěhovali do Los Angeles, kde se koncem roku 1963 se zapsal na Kalifornskou univerzitu v Berkeley. V březnu 1964 byl zatčen při demonstraci proti Sanfranciské hotelové asociaci, která vylučovala černochy z jiných než mužských zaměstnání. Spolu s dalšími 167 protestujícími byl obviněn z vniknutí na cizí pozemek.

## Aktivismus
V polovině roku 1964 se zapojil do projektů Freedom Summer. Pomáhal Afroameričanům s registrací k volbám. Učil také ve škole pro černošské děti.
Násilně potlačené protesty ho inspirovaly, aby se při návratu do Berkeley pokusil získat peníze pro Student Nonviolent Coordinating Committee. Univerzita ale zakázala veškerou politickou činnost a shromažďování finančních prostředků.
Jeho účast na protestech v kampusu Berkeley začala 1. října 1964, kdy bývalý postgraduální student Jack Weinberg vedl Kongres rasové rovnosti (CORE). Weinberg odmítl předložit průkaz totožnosti a následně byl zatčen. Poté co ho policii posadila do policejního auta, Savio vyšplhal na vůz a svým proslovem vyburcoval dav protestujících.
Poté co došlo ke krátkodobé dohodě s prezidentem Kalifornské univerzity Clarkem Kerrem. Požádal dav, aby pokojně odešli do svých domovů. I tento proslov podpořil to, že se stal jedním z nejdůležitějších členů Hnutí za svobodu slova. Dne 2. prosince 1964 pronesl na Kalifornské univerzitě v Berkeley svůj nejznámější projev „Bodies Upon the Gears“. On a dalších 800 lidí bylo toho dne zatčeno. V roce 1967 byl odsouzen ke 120 dnům ve věznici Santa Rita.
V dubnu roku 1965 se rozhodl odejít z Hnutí za svobodu slova, protože se jeho názory začínaly míjet s názory hnutí.

## Zbytek života a smrt
Po roce 1965 vystřídal několik zaměstnání. Mimo jiné pracoval jako prodavač a později učitel na univerzitě.
V témže roce se oženil se Suzanne Goldbergovou. Spolu se odstěhovali do Anglie, kde získal stipendium na Oxfordské univerzitě. Studium však nedokončil. Během tohoto studia se páru narodilo první dítě, syn Stefan. Pár se následující rok vrátil zpět do Kalifornie. V roce 1968 kandidoval na senátora za Stranu míru a svobody za okres Alameda, ale prohrál s liberálním demokratem Nicholasem C. Petrisem. V dubnu roku 1970 se jim narodil druhý syn Nadav. O dva roky později pár požádal o rozvod. Jeho duševní stav se zhoršil a začal trpět depresemi.
V roce 1980 se podruhé oženil. Vzal si dlouholetou známou Lynnu Hollanderovou. Následující roky se vrátil ke studiu na Státní univerzitě v San Franciscu. Dle učitelů byl popisován jako vynikající student. Po dokončení studia začal učit na Státní univerzitě v Sonomě. Kolem roku 1990 se mu narodilo třetí dítě.
V minulosti ho trápily stupňující problémy se srdcem. Tyto problémy vyvrcholily až infarktem. Dne 2. listopadu 1996 byl hospitalizován v nemocnici v kalifornském Sebastopolu. Dne 5. listopadu upadl do kómatu. Následujícího dne byl odpojen od přístrojů a zemřel.

### Památka
Na jeho počest byl po jeho smrti zřízen pamětní fond pro přednášky. Fond MSMLF (Mario Savio Memorial Lecture Fund) pořádá každoročně na konci roku přednášky na Kalifornské univerzitě v Berkeley. V minulosti na něm přednášeli například Howard Zinn, Winona LaDuke, Lani Guinier, Barbara Ehrenreich, Arlie Russell Hochschild, Cornel West, Christopher Hitchens, Adam Hochschild, Amy Goodman, Molly Ivins, Jeff Chang, Tom Hayden, Angela Davis, Seymour Hersh, Robert F. Kennedy Jr., Naomi Klein, Elizabeth Warren, Robert Reich a Van Jones.